# Guarea cedrata
Pour les articles homonymes, voir Bossé.
Espèce
Classification phylogénétique
Statut de conservation UICN

 VU  : Vulnérable

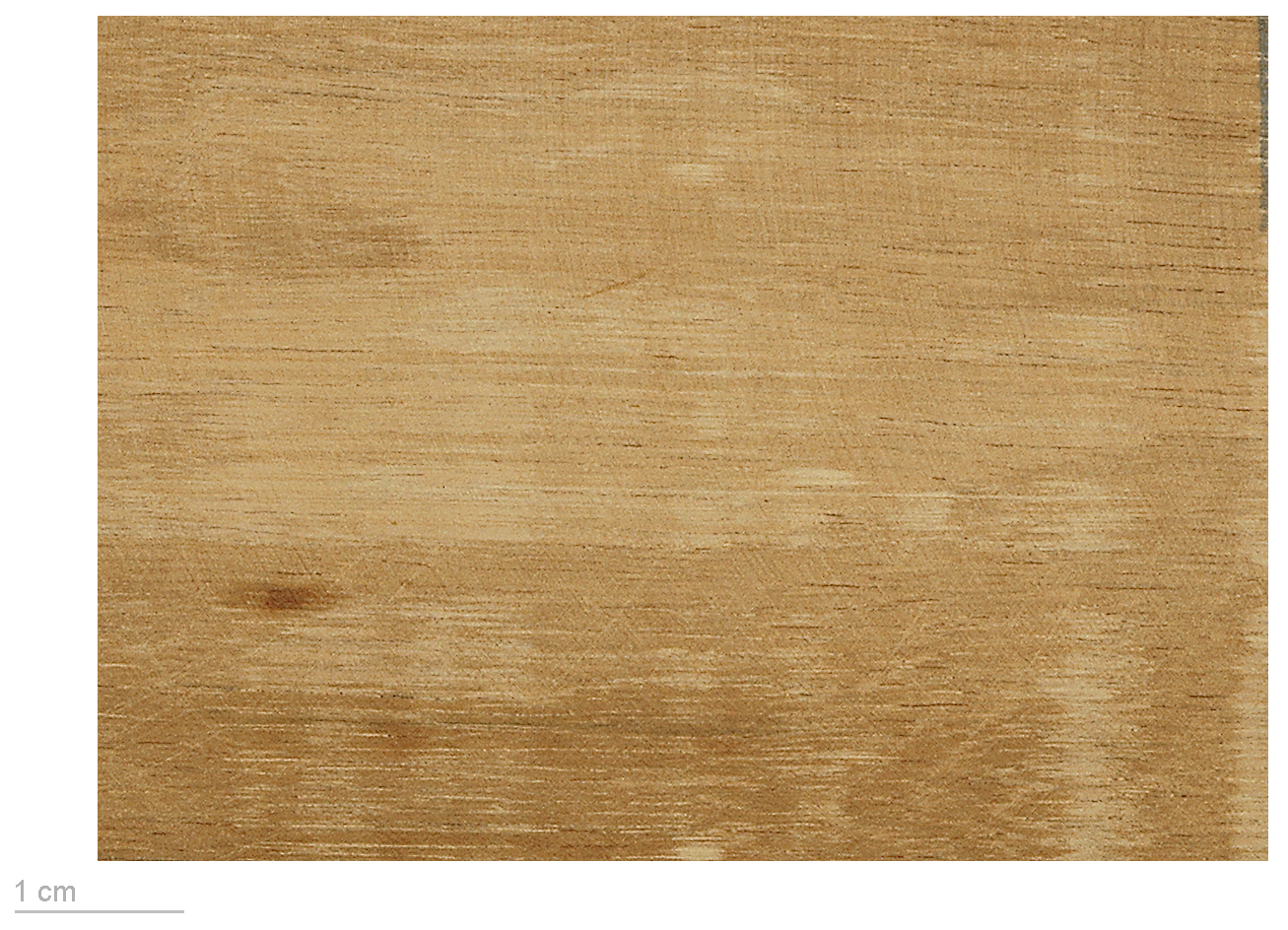
Guarea cedrata - MHNT.

Guarea cedrata, aussi connu sous le nom de bossé, est une espèce de plantes du genre Guarea et de la famille des Meliaceae. C'est un grand arbre des forêts tropicales d'Afrique qui produit un bois assez recherché.